# Geografia Gujany

Mapa fizyczna Gujany

Gujana – niewielkie państwo leżące w północnej części Ameryki Południowej, nad Oceanem Atlantyckim. Gujana jest nizinnym krajem o wilgotnym, równikowym klimacie i bujnej, dobrze zachowanej roślinności.

## Powierzchnia, skrajne punkty i granice

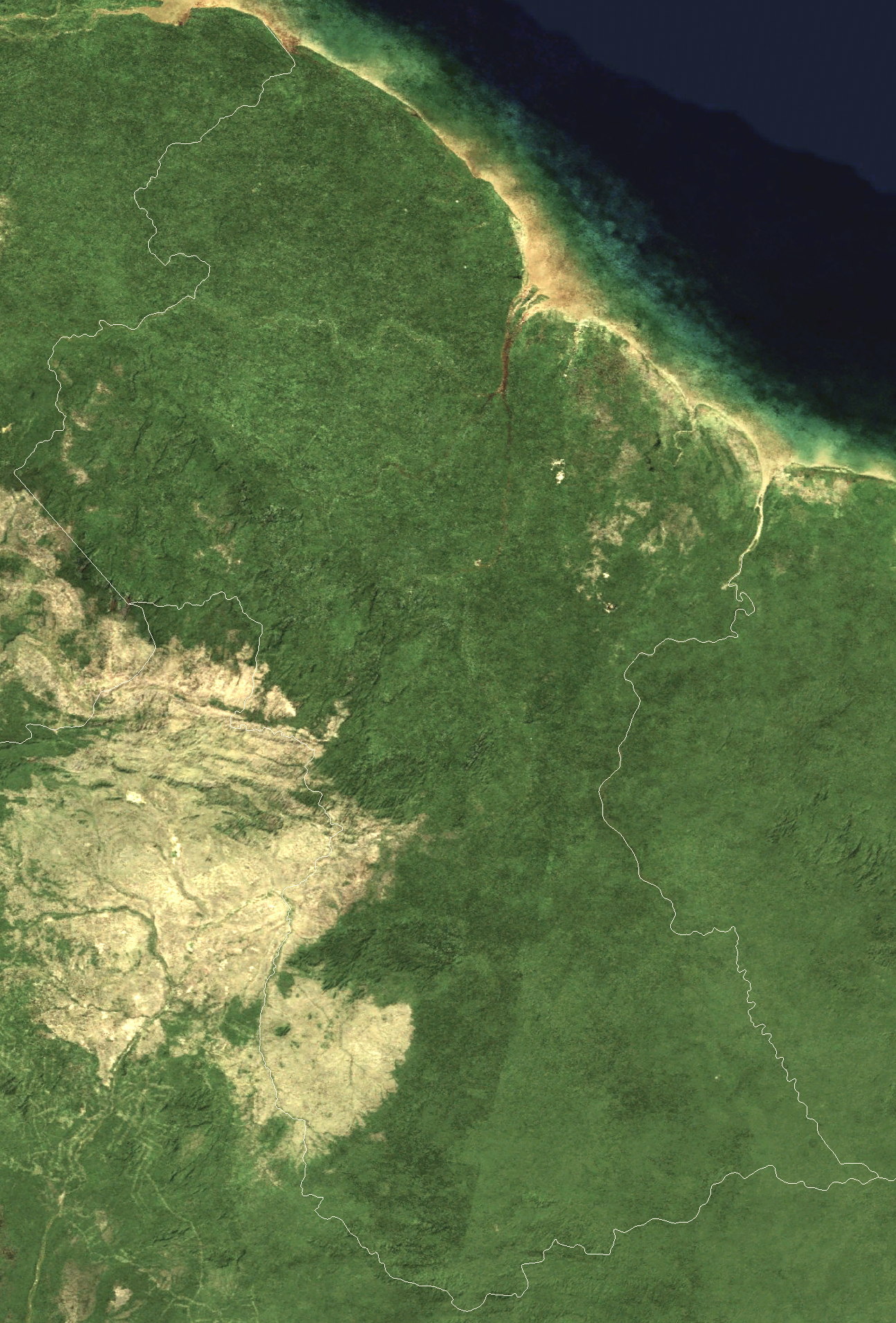
Mapa satelitarna Gujany

Powierzchnia – 214 969 km², co odpowiada 2/3 powierzchni Polski.
Skrajne punkty: 8°26'N, południowy 1°10'N, zachodni 61°23'W, wschodni 56°29'W. Rozciągłość południkowa wynosi 800 km, a równoleżnikowa 530 km. Przeciętna szerokość Gujany wynosi 250 km.
Gujana graniczy z następującymi państwami:
- Brazylia – 1 119 km
- Surinam – 600 km
- Wenezuela – 743 km

Linia brzegowa – 459 km
Granica z Wenezuelą została wyznaczona przez arbitrów z Wielkiej Brytanii, Rosji i Stanów Zjednoczonych w 1899 r. Wenezuela nie uznaje wyników tego arbitrażu, uważając w zamian za obowiązujące porozumienie z 1966 r. w sprawie rozwiązania sporu granicznego. Tym samym Wenezuela uznaje zachodnią część Gujany o powierzchni 159,5 tys. km², co stanowi ⅔ terytorium Gujany, za własne terytorium – teren ten nazywany jest Essequibo. Gujana zwróciła się do Międzynarodowego Trybunału Sprawiedliwości w 2018 r. o wydanie orzeczenia w sprawie przebiegu wspólnej granicy. 3 grudnia 2023 r. Wenezuela przeprowadziła referendum, w którym 95% głosujących opowiedziało się za podtrzymaniem roszczeń do Essequibo.

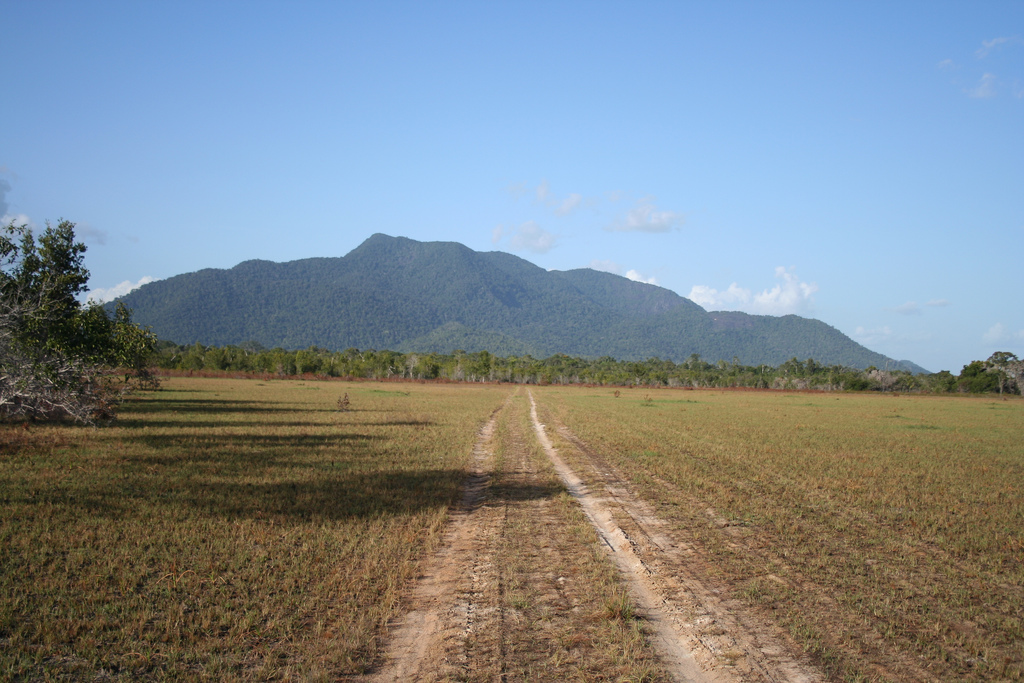
Sawanna Rupununi na Wyżynie Gujańskiej

## Budowa geologiczna i rzeźba
W Gujanie można wyróżnić trzy regiony geograficzne różniące się ukształtowaniem terenu. Gujana jest przeważnie nizinna, a tereny wyżynne i górzyste ograniczają się do regionów leżących na południowy zachodzie, wzdłuż granicy z Brazylią i Wenezuelą. Obszar Gujany znajduje się w regionie geologicznym tarczy gujańskiej, będącej częścią płyty południowoamerykańskiej.
Obszar wybitnie nizinny ciągnie się w szerokim na około 80 km pasie nadbrzeżnym, gdzie w niektórych miejscach występują depresje zabezpieczone systemem kanałów i tam. M.in. stolica kraju Georgetown leży w obszarze depresyjnym, zabezpieczona groblami. Region ten jest zbudowany z osadów morskich i rzecznych. Obszary nizinne występują także poza strefą nadmorską zajmują znaczną część Gujany. Cechują się pagórkowatym krajobrazem, a miejscami także równinnym. Najwyższa część kraju leży na obszarze Wyżyny Gujańskiej porozcinanej na osobne masywy wieloma dolinami rzek. W jednym z łańcuchów górskich, na połączeniu granic z Wenezuelą i Brazylią (Sierra de Pacaraima) znajduje się najwyższy szczyt kraju Roraima o wysokości 2 810 m n.p.m. Region ten zbudowany jest z twardych i odpornych piaskowców prekambryjskich.
Linia brzegowa jest słabo rozwinięta, na jej odcinku znajduje się szeroka delta rzeki Essequibo. Wybrzeże jest płaskie, w wielu miejscach zabagnione, gdzie niemal na całej długości ma postać mangrową. Miejscami tylko występują plaże.

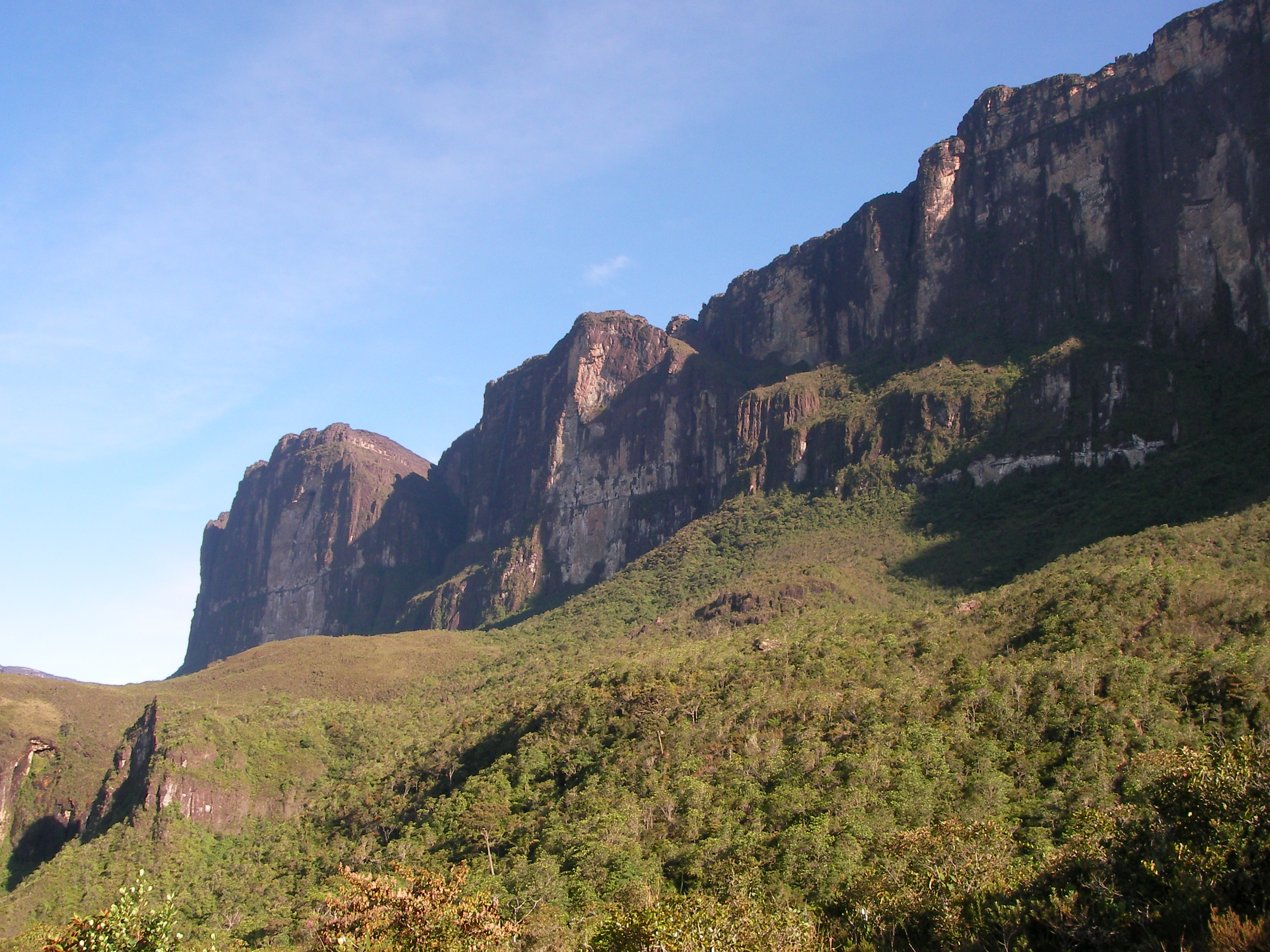
Roraima – najwyższa góra Gujany

## Klimat
Gujana w większości swojego obszaru znajduje się w strefie klimatu równikowego i jedynie na południowym zachodzie w obrębie Wyżyny Gujańskiej - podrównikowy wilgotny. Większość kraju znajduje się pod wpływem gorących i wilgotnych mas powietrza morskiego. Region Wyżyny Gujańskiej jest nieco bardziej suchy.
Na terenach nizinnych, czyli tam gdzie występuje klimat równikowy, temperatury są wysokie przez cały rok, amplitudy roczne i dobowe niewielkie. Temperatury wynoszą do 27 °C do 29 °C. Im dalej na południe i na południowy zachód tym amplitudy są wyższe. Opady są wysokie, typowe dla klimatu równikowego. Średnio na wybrzeżu spada do 3 000 mm rocznie, dalej na południe opady są nieco niższe i wynoszą od 2 000 do 3 000 mm.
Region południowo-zachodni reprezentuje nieco bardziej suchy klimat - podrównikowy wilgotny. Amplitudy termiczne w ciągu roku są tam wyższe od 25 °C do 30 °C. W górach średnie temperatury wynoszą 18 °C. Na południu kraju zdarza się, że temperatura zimą (pora sucha) wzrasta do nawet 39 °C. Jako że obszar Wyżyny Gujańskiej cechuje się klimatem podrównikowym, to opady tu są niższe. Średni roczny opad to 1500 mm, a pora sucha trwa średnio 4 miesiące.

## Wody
Sieć rzeczna Gujany jest gęsta i dobrze rozwinięta co wiąże się w dużymi opadami deszczu w ciągu całego roku. Najdłuższa rzeka kraju to Essequibo o długości 1 040 km. Uchodzi ona szeroką deltą do Oceanu Atlantyckiego. Na jej lewych dopływach znajdują się liczne wodospady, z których najwyższy jest Kaieteur na rzece Potaro, wysoki na 230 m i szeroki na 110 m. Do większych rzek Gujany należą również: Mazaruni, Cuyuni, Berbice oraz Courantyne. Liczne spadki na rzekach i duża zasobność w wodę sprawia, że gujańskie rzeki mają duży potencjał hydroenergetyczny. W wielu jednak miejscach (północna i wschodnia część kraju) pomimo zasobności wód, rzeki cechują się małym przepływem ze względu na nizinny charakter kraju (niewielkie spadki). Gujana ma ponad 8 000 km kanałów.

## Gleby
W strefie wilgotnych lasów równikowych rozwinęły się gleby czerwonożółte (ferralsole) o bardzo niskiej zawartości próchnicy. Na sawannach wykształciły się czerwone gleby ferralitowe, a wzdłuż dolin dużych rzek - gleby aluwialne (fluwisole).

## Flora i fauna
Roślinność jest dobrze zachowana. Około 85% powierzchni kraju porasta wilgotny las tropikalny w którym występują cenne gatunki drzew o twardym drewnie. Liczne są pnącza i epifity. W południowo-zachodniej części kraju znajduje się wilgotna sawanna, która jest wykorzystywana jako pastwiska dla bydła. Lasy w strefie Wyżyny Gujańskiej zrzucają liście w porze suchej. Wybrzeże porasta szeroki las namorzynowy oraz roślinność bagienna.
Świat zwierząt jest zróżnicowany i dość dobrze zachowany. W lasach żyją jaguary. kapibary, leniwce, mrówkojady i pancerniki. Bogaty jest świat ptaków do których należą tukany i kolibry. W lasach liczne są także gady w tym wiele gatunków jadowitych węży. Liczne owady, szczególnie niebezpieczne gatunki dużych, jadowitych pająków. Na wybrzeżu występują tereny lęgowe żółwi morskich. Rzadkim gatunkiem w tym regionie jest także kajman czarny.